# Charles North
Pour les articles homonymes, voir North.
Charles North, né le 9 juin 1941 à Brooklyn (New York) est un poète, essayiste, anthologiste, directeur de publication et universitaire américain (États-Unis).

## Biographie
Après ses études secondaires, il est admis à l'université Tufts, où il obtiendra son baccalauréat universitaire (littérature et philosophie) en 1962, puis il passera son Master of Arts (littérature comparée) en 1964 à l'université Columbia à New York.
Il anime des séminaires pour de poésie à l'université Pace de New York.
Il est régulièrement publié dans des revues magazines tels que The Nation, Poetry, Bomb Magazine, The Brooklyn Rail, Poetry Project, Romantic Circles, Jacket2, Sienese Shredder, Boston Review, etc.
Charles North est marié avec Paula North, ils résident  à New York dans l'Upper West Side à Manhattan.

## Œuvres

### Recueils de poésie
- Six Buildings, Putnam Valley, État de New York, Swollen Magpie Press, 1er janvier 1977, 32 p. (OCLC 1323076624),
- Leap Year, New York, Kulchur Foundation, 1er juin 1978, 125 p. (ISBN 9780686654827),
- The Year of the Olive Oil, Hanging Loose Press, 1er janvier 1989, 75 p. (ISBN 9780914610670),
- New and Selected Poems, Sun & Moon Press, 1er mars 1999, 184 p. (ISBN 9781557132659),
- The Nearness of the Way You Look Tonight, Adventures in Poetry, 1er septembre 2001, 50 p. (ISBN 9780970625014),
- Cadenza, Hanging Loose Press, 1er avril 2007, 76 p. (ISBN 9781931236768),
- Complete Lineups : poems, New York, Hanging Loose Press, 5 janvier 2009, 64 p. (ISBN 9781934909034),
- What It Is Like : New and Selected Poems, New York, Turtle Point Press, 23 août 2011, 320 p. (ISBN 9781933527482),
- North of the Charles : Early and Uncollected Poems, New York, Hanging Loose Press, 1er janvier 2018, 78 p. (ISBN 9781934909522),
- Everything and Other Poems, New York, Song Cave, 1er février 2020, 90 p. (ISBN 9781734035100),

### Essais
- No Other Way : Selected Prose, New York, Hanging Loose Press, 1er janvier 1998, 171 p. (ISBN 9781882413539),
- Translation, coécrit avec  Paula North, éd. The Song Cave, 2014,
- States of the Art : Selected Essays, Interviews, and Other Prose, 1975-2014, New York, Pressed Wafer, 1er janvier 2017, 254 p. (ISBN 9781940396354),
- Luminous Observations : Elizabeth Bishop, Farmington Hills, Michigan, Gale, a Cengage Company, 20 juillet 2018, 12 p. (ISBN 9781535849678),

### Editeur
- Broadway : A Poets And Painters Anthology, New York, Swollen Magpie Press, 1979, 104 p. (OCLC 5289350),
- Broadway 2 : A Poets And Painters Anthology, New York, Hanging Loose Press, 1er janvier 1989, 135 p. (ISBN 9780914610717),
- The Green Lake Is Awake: Selected Poems by Joseph Ceravolo, coédité avec Larry Fagin, Kenneth Koch, Ron Padgett, David Shapiro et Paul Violi, éd. Coffee  House, 1994
- The Best American Poetry 2002, coédité avec Robert Creeley, éd. Scribner, 2002,
- Poetry, éd. Roland Pease, éd. Zoland, 2006
- The New York Poets II, éd. Mark Ford et Trevor Winkfield, / Carcanet, 2006),
- Paul Violi, The Tame Magpie, New York, Hanging Loose Press, 15 avril 2014, 47 p. (ISBN 9781934909409),

## Prix et distinctions
- Fund For Poetry Award, 2005
- National Endowment for the Arts Creative Writing Fellowship, 2001[15]
- Fund For Poetry Award, 1998
- Fund For Poetry Award, 1989
- Fund For Poetry Award, 1987
- National Endowment for the Arts Creative Writing Fellowship, 1980
- Poets Foundation Award, 1972